# Le Claire, Iowa
LeClaire, även stavat Le Claire, är en stad i Scott County i Iowa, med 3 765 invånare vid 2010 års folkräkning.

## Geografi
LeClaire ligger vid Mississippiflodens västra strand, omkring 20 kilometer nordost om Davenport, Iowa och tillhör storstadsområdet Quad Cities. Delstatsgränsen till Illinois går genom Mississippis mittfåra.

## Historia
Europeiska bosättare slog sig först ned på platsen omkring 1830-talet. Staden grundades 1855 och tog sitt namn från handelsmannen
Antoine LeClaire, som ägde marken som staden grundades på och även var en av grundarna till den nuvarande storstaden Davenport.

## Kultur och sevärdheter
TV-programmet American Pickers på History Channel, med antikhandlarna Mike Wolfe och Frank Fritz, spelas in i antikaffären Antique Archeology i Le Claire. I staden finns Buffalo Bill-museet som behandlar Buffalo Bills liv och ställer ut föremål från hans Wild West Show.

## Kommunikationer
I Le Claire korsar den stora öst-västliga motorvägen Interstate 80 Mississippifloden, över Fred Schwengel Memorial Bridge, på vägen mellan San Francisco och New York. Längs den västra sidan av floden går den federala landsvägen U.S. Route 67 i nord-sydlig riktning. Parallellt med floden och Route 67 går BNSF:s järnvägslinje.

## Kända invånare
- William Frederick Cody (1846–1917), mer känd som Buffalo Bill, buffeljägare och artist, föddes strax utanför Le Claire.
- Mike Wolfe, antikhandlare och reality TV-stjärna.